# Schiedea diffusa
Schiedea diffusa är en nejlikväxtart som beskrevs av Samuel Frederick Gray. Schiedea diffusa ingår i släktet Schiedea och familjen nejlikväxter.

## Underarter
Arten delas in i följande underarter:
- S. d. diffusa
- S. d. macraei